# Berberis setosa
Berberis setosa är en berberisväxtart som först beskrevs av François Gagnepain, och fick sitt nu gällande namn av J. E. Laferriere. Berberis setosa ingår i släktet berberisar, och familjen berberisväxter. Inga underarter finns listade i Catalogue of Life.